# 南京大学计算机科学与技术系

南京大学计算机科学与技术系是中国信息科学技术研究与教育的重镇，也是中国计算机科学与技术的重要开拓者，前身是建系于1978年的计算机科学系，1993年正式更名为计算机科学与技术系。其学科“计算机科学与技术”是国家一级重点学科，学科所属的两个二级学科：“计算机软件与理论”、“计算机应用技术”也均为国家重点学科。

## 现况概览

### 专业设置
- 博士及硕士研究生专业 
  - 计算机软件与理论
  - 计算机应用技术
  - 软件工程硕士 （南京大学软件学院）
- 本科专业 
  - 计算机科学与技术（理学学士）

### 研究机构
一、依托学校的国家或省级重点机构 
- 计算机软件新技术国家重点实验室
- 江苏省软件工程研究中心

二、校属机构 
- 南京大学计算机软件研究所

三、系属机构 
- 教研室 
  - 分布计算与信息安全教研室
  - 软件工程教研室
  - 软件方法与环境教研室
  - 数据库技术教研室
  - 自然语言处理教研室
  - 多媒体技术教研室
  - 人工智能教研室
  - 计算机科学实验教学技术室
  - 软件自动化教研室
  - 大型系统管理维护技术室
- 研究所 
  - 南京大学计算机应用研究所
  - 南京大学多媒体计算机技术研究所
  - 南京大学信息安全研究所
- 实验室 
  - 南京大学分布计算实验室
  - 南京大学软件自动化实验室
  - 南京大学人工智能教研室
  - 南京大学多媒体技术教研室
  - 南京大学计算机科学实验教学综合实验室

### 软件学院
南京大学软件学院依托南京大学计算机系，培养软件工程硕士。 
南京大学软件学院下设软件工程、信息系统工程、嵌入式技术系科。 

## 历史概要
- 南京大学是中国最早从事计算机教学和科研的单位之一，计算机教学与研究起步于1958年。1960年成立计算技术专业，徐家福主持成功研制了中国教育部部属高校自行研制的第一台计算机和中国第一个高级语言编译程序。1978年国内政治动乱结束，正式成立南京大学计算机科学系，1992年改为南京大学计算机科学与技术系。
- 1981年，南京大学计算机学系设立中国最早的计算机软件博士点，之後培养了中国第一位计算机软件博士。1983年成立了当时中国高校唯一的计算机软件研究所。

## 校友
- 徐家福，CCF终身成就奖
- 孙钟秀，中国科学院学部委员（院士）(1991)
- 吕建，中国科学院院士 (2013)
- 周志华，ACM会士（2016年）

## 链接
- 南京大学计算机科学与技术系 （页面存档备份，存于）
- 南京大学软件学院（页面存档备份，存于）